# Lady śpiewa bluesa
Lady śpiewa bluesa (ang. Lady Sings the Blues) – amerykański film z 1972 roku w reżyserii Sidneya J. Furiego. Film w 1973 roku otrzymał pięć nominacji do Oskara, trzy do Złotego Globu, a w 1974 roku jedną do nagrody BAFTA z czego ostatecznie został uhonorowany jedną statuetką  Złotego Globu w kategorii Najbardziej obiecująca nowa aktorka dla Diany Ross.